# Moviuslijn

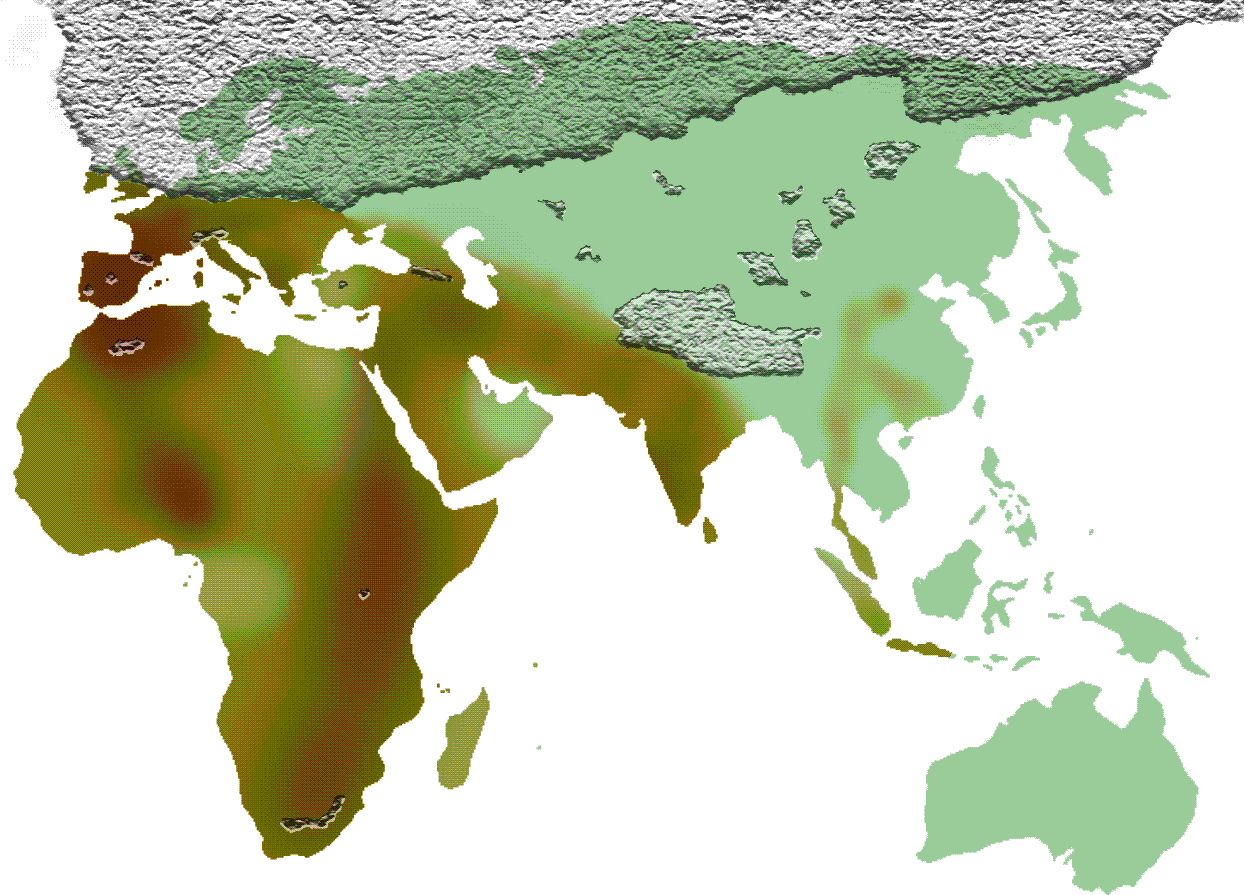
Verspreiding van het Acheuléen.

De Moviuslijn is een denkbeeldige lijn, die de grens van het verspreidingsgebied van het Acheuléen aangeeft.

## Ontdekking
De Amerikaanse archeoloog Hallam Leonard Movius vergeleek in zijn studie van 1948 de stenen werktuigen gevonden in India. Hij ontdekte dat er in Noordoost India geen vuistbijlen voorkwamen. Hij ontdekte verder dat dit verschijnsel voor grote delen van Azië en Europa gold. Stenen vuistbijlen zijn niet in Noordoost-Azië en Noordoost-Europa aangetroffen. De denkbeeldige demarcatielijn tussen beide gebieden wordt naar zijn ontdekker Moviuslijn genoemd.
Hetzelfde bleek te gelden voor de Levalloistechnologie, die evenmin in de regio's ten noorden en ten oosten van de zogenaamde Moviuslijn zijn aangetroffen.

## Oorzaken
Er zijn verschillende verklaringen voor de Moviuslijn:
1. Wellicht hebben de voorouders van mensen in Oost-Azië Afrika verlaten voordat vuistbijlen waren ontwikkeld.[5] Zij waren alleen bekend met de Oldowan-technologie.
2. Mogelijkerwijs hebben ze in de loop der jaren de vaardigheid verloren om deze werktuigen te maken, doordat de grondstoffen ontbraken.[5].
3. Een andere mogelijkheid is dat er te weinig mensen waren om de technische vaardigheden door te geven.[5]
4. Een interessante hypothese is, dat de hominiden uit het Pleistoceen in Oost-Azië hun technologie niet op het materiaal "steen", maar vooral op bamboe baseerden.[1] Aangezien bamboe als organisch materiaal zeer vergankelijk is, zijn er geen van bamboe gemaakte werktuigen bij opgravingen aangetroffen.

## Uitzonderingen
Bij de Pacitancultuur op Java zijn vuistbijl-achtige werktuigen gevonden. Hiervan wordt vermoed dat ze een latere, lokale ontwikkeling vertegenwoordigen.
Tijdens opgravingen in Korea en China zijn wel vuistbijlen aangetroffen. Het aantal van deze vondsten is nog te gering om de Moviuslijn achterhaald te verklaren.